# Тур Руанды 2024
27-й выпуск  Тур Руанды — шоссейной многодневной велогонки по дорогам Руанды. Гонка прошла с 18 по 25 февраля 2024 года в рамках Африканского тура UCI 2024 (категория 2.1). Победу одержал британский велогонщик Джозеф Блэкмор.

## Участники
В гонке приняло участие 19 команд. Команда Development Team DSM-Firmenich PostNL снялась с гонки до страта из-за болезни.
| UCI WorldTeam- Groupama-FDJ UCI ProTeams (4)- TotalEnergies - Israel-Premier Tech - Polti Kometa - Bingoal WB UCI Continental Teams (7)- Astana Qazaqstan Development Team - Soudal Quick-Step Devo Team - Bike Aid - UAE Team Emirates Gen Z - Lotto Dstny Development Team - May Stars - Java-Inovotec Pro Team Национальные сборные (6)- ЮАР - Руанда - Эфиопия - Алжир - Эритрея - Маврикий Любительская, клубная или региональная команда- World Cycling Centre |
| |

## Маршрут
Тур начался с командной гонки, которая должна была стать репетицией дистанции индивидуальной гонки на чемпионате мира в 2025 году который пройдёт в Руанде. Остальная часть маршрута состояла из семи этапов среди которых были как горные этапы, так и спринтерские.
| Этап | Дата   | Маршрут                          | type                    | Длина (км) | Победитель                  | Лидер генеральной классификации |
| ---- | ------ | -------------------------------- | ----------------------- | ---------- | --------------------------- | ------------------------------- |
| 1    | 18 фев | Кигали – Кигали                  | командная разделка      | 18         | Soudal Quick-Step Devo Team | Джонатан Вервенн                |
| 2    | 19 фев | Муханга – Кибехо                 | холмистый               | 129,4      | Итамар Эйнгорн              | Итамар Эйнгорн                  |
| 3    | 20 фев | Huye – Русизи                    | холмистый               | 140,3      | Джонатан Рестрепо           | Пепейн Рейндеринк               |
| 4    | 21 фев | Каронги – Rubavu                 | холмистый               | 93         | Уильям Джуниор Лесерф       | Пепейн Рейндеринк               |
| 5    | 22 фев | Musanze District – Kinigi Sector | индивидуальная разделка | 13         | Пьер Латур                  | Уильям Джуниор Лесерф           |
| 6    | 23 фев | Musanze District – Маунт Кигали  | холмистый               | 93,3       | Джозеф Блэкмор              | Джозеф Блэкмор                  |
| 7    | 24 фев | Rukomo – Kayonza District        | холмистый               | 158        | Итамар Эйнгорн              | Джозеф Блэкмор                  |
| 8    | 25 фев | Кигали – Кигали                  | холмистый               | 73,6       | Джозеф Блэкмор              | Джозеф Блэкмор                  |

## Ход гонки
Первый этап выиграла команда Soudal Quick-Step Devo Team со временем 20 минут 32 секунды.
На втором этапе победу одержал Итамар Эйнгорн.

## Лидеры классификаций
| Этап |                         | Победитель                  | Генеральная классификация | Горная          | Спринтерская    | Молодёжная     | Командная по времени _      |
| ---- | ----------------------- | --------------------------- | ------------------------- | --------------- | --------------- | -------------- | --------------------------- |
| 1    | командная разделка      | Soudal Quick-Step Devo Team | Джонатан Вервенн          | не определялся  | не определялся  | Милан Дони     | Soudal Quick-Step Devo Team |
| 2    | холмистый               | Итамар Эйнгорн              | Итамар Эйнгорн            | Александр Майер | Дидье Муньянеза | Аклилу Арефейн | Soudal Quick-Step Devo Team |
| 3    | холмистый               | Джонатан Рестрепо           | Пепейн Рейндеринк         | Йоэль Хабтеаб   | Дидье Муньянеза | Аклилу Арефейн | Bingoal WB                  |
| 4    | холмистый               | Уильям Джуниор Лесерф       | Пепейн Рейндеринк         | Йоэль Хабтеаб   | Йоэль Хабтеаб   | Аклилу Арефейн | Bingoal WB                  |
| 5    | индивидуальная разделка | Пьер Латур                  | Уильям Джуниор Лесерф     | Леннерт Тюгельс | Дидье Муньянеза | Аклилу Арефейн | TotalEnergies               |
| 6    | холмистый               | Джозеф Блэкмор              | Джозеф Блэкмор            | Пьер Латур      | Аклилу Арефейн  | Аклилу Арефейн | Эритрея                     |
| 7    | холмистый               | Итамар Эйнгорн              | Джозеф Блэкмор            | Пьер Латур      | не определялся  | Аклилу Арефейн | Эритрея                     |
| 8    | холмистый               | Джозеф Блэкмор              | Джозеф Блэкмор            | Пьер Латур      | не определялся  | Аклилу Арефейн | Эритрея                     |
| Итог | Итог                    |                             | Джозеф Блэкмор            | Пьер Латур      | не определялся  | Аклилу Арефейн | Эритрея                     |

## Итоговое положение
| \| Генеральная классификация \| Генеральная классификация \| Генеральная классификация \| Генеральная классификация \| Генеральная классификация \| \| Гонщик \| Гонщик \| Команда \| Время \| \| \| ------------------------- \| ------------------------- \| --------------------------------- \| ------------------------- \| ------------------------- \| \| 1-й \| Джозеф Блэкмор \| Israel Premier Tech Academy \| 17ч 18' 46 \| \| \| 2-й \| Ильхан Достиев \| Astana Qazaqstan Development Team \| + 41 \| \| \| 3-й \| Джонатан Рестрепо \| Team Polti Kometa \| + 43 \| \| |                   |                                   |            |
| |                   |                                   |            |
| Источник: ProCyclingStats |                   |                                   |            |
| Генеральная классификация |                   |                                   |            |
| Гонщик | Гонщик            | Команда                           | Время      |
| 1-й | Джозеф Блэкмор    | Israel Premier Tech Academy       | 17ч 18' 46 |
| 2-й | Ильхан Достиев    | Astana Qazaqstan Development Team | + 41       |
| 3-й | Джонатан Рестрепо | Team Polti Kometa                 | + 43       |

| Генеральная классификация | Генеральная классификация | Генеральная классификация         | Генеральная классификация | Генеральная классификация |
| Гонщик                    | Гонщик                    | Команда                           | Время                     |                           |
| ------------------------- | ------------------------- | --------------------------------- | ------------------------- | ------------------------- |
| 1-й                       | Джозеф Блэкмор            | Israel Premier Tech Academy       | 17ч 18' 46                |                           |
| 2-й                       | Ильхан Достиев            | Astana Qazaqstan Development Team | + 41                      |                           |
| 3-й                       | Джонатан Рестрепо         | Team Polti Kometa                 | + 43                      |                           |